# Coleophora vitilis
Coleophora vitilis é uma espécie de mariposa do gênero Coleophora pertencente à família Coleophoridae.